# HD 80671
HD 80671，又名CP-68 918，SAO 250526、HR 3712，是一颗恒星，视星等为5.39，位于銀經285.44，銀緯-13.45，其B1900.0坐标为赤經9h 15m 53.5s，赤緯-68° -13.45′ 3″。